# Дервиш (проход)
Дервиш е старопланински проход преминаващ през Преславска планина. Свързвал е Преслав с Герлово. Проходът е бил неудобен, труден и опасен. В турско време в него върлували разбойници, които ограбвали и убивали пътниците. Днес проходът е изоставен. През него преминава екопътека от Велики Преслав до Иваново. Северната част от прохода преминава по поречието на река Дервишка и през днешния резерват Дервиша.